# Ognisty podmuch (film 1991)
Ognisty podmuch (ang. Backdraft) – amerykański film sensacyjny z 1991 roku w reżyserii Rona Howarda. Opowiada o strażakach z Chicago, którzy tropią seryjnego podpalacza.
Film otrzymał trzy nominacje do Oscara (najlepsze dźwiękowe efekty specjalne, najlepsze wizualne efekty specjalne, najlepszy dźwięk) i dwie nominacje do MTV Movie Awards (najlepszy film, najlepsza scena akcji).

## Obsada
- William Baldwin jako Brian McCaffrey
- Kurt Russell jako Stephen „Bull” McCaffrey
- Donald Sutherland jako Ronald Bartel
- Scott Glenn jako John „Axe” Adcox
- Robert De Niro jako Donald
- Jennifer Jason Leigh jako Jennifer Vaitkus
- Rebecca De Mornay jako Helen McCaffrey
- Jason Gedrick jako Tim Krizminski